# Чикаго-Ридж (Іллінойс)
Чикаго-Ридж (англ. Chicago Ridge) — селище (англ. village) в США, в окрузі Кук штату Іллінойс. Населення — 14 433 особи (2020).

## Географія
Чикаго-Ридж розташоване за координатами 41°42′12″ пн. ш. 87°46′46″ зх. д. / 41.70333° пн. ш. 87.77944° зх. д. (41.703375, -87.779465).  За даними Бюро перепису населення США в 2010 році селище мало площу 5,84 км², уся площа — суходіл.

## Демографія
Згідно з переписом 2010 року, у селищі мешкало 14 305 осіб у 5581 домогосподарстві у складі 3471 родини. Густота населення становила 2450 осіб/км².  Було 5919 помешкань (1014/км²).
Расовий склад населення:
| - 83,1 % — білих - 7,0 % — чорних або афроамериканців - 1,8 % — азіатів - 0,3 % — корінних американців - 4,8 % — осіб інших рас |

До двох чи більше рас належало 3,0 %. Частка іспаномовних становила 12,4 % від усіх жителів.
За віковим діапазоном населення розподілялося таким чином: 23,3 % — особи молодші 18 років, 64,6 % — особи у віці 18—64 років, 12,1 % — особи у віці 65 років та старші. Медіана віку мешканця становила 34,2 року. На 100 осіб жіночої статі у селищі припадало 96,1 чоловіків;  на 100 жінок у віці від 18 років та старших — 92,3 чоловіків також старших 18 років.
Середній дохід на одне домашнє господарство  становив 52 965 доларів США (медіана — 45 458), а середній дохід на одну сім'ю — 59 192 долари (медіана — 47 790). Медіана доходів становила 42 818 доларів для чоловіків та 41 151 долар для жінок. За межею бідності перебувало 21,1 % осіб, у тому числі 31,4 % дітей у віці до 18 років та 10,3 % осіб у віці 65 років та старших.
Цивільне працевлаштоване населення становило 6743 особи. Основні галузі зайнятості: роздрібна торгівля — 18,5 %, освіта, охорона здоров'я та соціальна допомога — 15,7 %, транспорт — 14,8 %.